# Fadzil Noor
Fadzil bin Muhammad Noor (n. Alor Setar, 13 de marzo de 1939 - Kuala Lumpur, 23 de julio de 2002) fue un profesor islámico y político malasio, miembro del Partido Islámico de Malasia (PAS) que fungió como presidente del partido a partir de la renuncia de Yusof Rawa el 30 de marzo de 1989 hasta su fallecimiento en 2002. Ejerció como Líder de la Oposición Federal de Malasia entre 1999 y 2002, el primer islamista en ocupar el cargo desde Asri Muda en 1973.
A pesar de pertenecer a la rama más conservadora del partido, durante su liderazgo Fadzil encabezó un proceso de reforma para mover el PAS hacia una fuerza política más moderada. Desviándose del islamismo de línea dura de la presidencia de Yusof Rawa, Fadzil promovió un mayor enfoque en cuestiones sociales y económicas, generando una plataforma electoral más moderna. En contraste con su predecesor, Fadzil inició conversaciones con otros líderes partidarios, como Tengku Razaleigh Hamzah o Anwar Ibrahim, para posicionar al PAS como un partido nacional importante y contribuir a fortalecer el escenario opositor al régimen del Barisan Nasional (Frente Nacional). Fadzil también comenzó a infundir en las filas juveniles del partido introduciendo profesionales urbanos, como Hatta Ramli, Dzulkefly Ahmad y Nasharudin Mat Isa, para diversificar el liderazgo futuro por encima de los clérigos religiosos.
Las medidas de Fadzil ayudaron a incrementar considerablemente el apoyo electoral del partido, recuperando por arrollador margen el estado de Kelantan en las elecciones de 1990. En las elecciones federales de 1995, en las cuales la oposición sufrió un duro revés, el PAS fue el único partido en retener toda su representación parlamentaria y mantener un electorado estable. Finalmente, el partido triunfó en una elección parcial en la circunscripción de Arau, Perlis en 1998, con Hashim Jasin como candidato, logrando la primera representación federal de su partido (y de la oposición malasia en general) en dicho estado. Posteriormente el partido se unió a la coalición Barisan Alternatif (Frente Alternativo) junto al reformista Partido de la Justicia Nacional y los socialistas Partido de Acción Democrática y Partido Popular de Malasia. Ante las críticas de los conservadores del partido, justificó la cooperación con los partidos de oposición no musulmanes argumentando que la "lucha por la justicia" del PAS era "no solo para los malayos, no solo para los musulmanes, sino para todos los malasios".
En las elecciones federales de 1999, las últimas disputadas por el PAS bajo el liderazgo de Fadzil, este obtuvo su mejor resultado histórico al quedar en segundo lugar detrás de la oficialista UMNO y convirtiéndose en el principal partido opositor, mientras que en el plano estatal fue la única fuerza opositora en obtener gobernaciones al triunfar en Kelantan y Terengganu. Fadzil asumió el cargo de Líder de la Oposición Federal, que ejercería durante la legislatura subsiguiente hasta su muerte el 23 de julio de 2002 después de someterse a una cirugía de bypass cardíaco. Fue sucedido por Abdul Hadi Awang.